# Іванов Василь Олексійович
Васи́ль Олексі́йович Івано́в (*28 лютого 1937, Верхній Салтів) — український політик-неокомуніст, громадський діяч у Харкові. Народний депутат України 2-го скликання. Учасник військового конфлікту під час Російської конституційної кризи 1993 (голова Харківського добровільного загону із захисту Будинку Рад у Москві).

## Біографія
Народився 28 лютого 1937 року в селі Верхній Салтів Вовчанського району Харківської області. Росіянин, родина — батьки та брат — загинули під час Другої світової війни. До 1952 року — вихованець Зеленогайського спеціального дитбудинку Харківської області. У 1953-54 роках навчався у харківському  ФЗО № 18, де здобував спеціальності будівельника та столяра. Пізніше працював на будівництві у Слов'янську Донецької області.
У 1955 році за комсомольською путівкою направлений працювати на шахту ім. Кагановича міста Макіївка, звідки в 1956 році призваний на дійсну строкову службу до ВМФ СРСР. Після демобілізації в 1960 році знову за комсомольською путівкою направлений на цілинні землі Казахстану Західно-Казахстанської області. В тому ж році в м. Уральськ працював у театрі російської драми ім. Островського художником — виконавцем.
У 1962 році повернувся до Харкова. Працював на різних будівельних підприємствах Харкова. З 1963 року — слюсар Харківського заводу «Серп і Молот». Без відриву від виробництва навчався у вечірній школі робітничої молоді, здобуваючи 10-річну освіту.
З 1968 року, працюючи помічником директора в одній зі шкіл Харкова, здобуває вищу освіту у Харківському державному університеті ім. М. Горького за спеціальністю викладач історії та суспільствознавства.
У 1978 році повернувся до Харківського моторобудівного заводу «Серп і Молот», де працював на різних посадах: художник-виконавець, майстер, старший майстер, інженер. Викладав у заводській вечірній школі. Займався громадською роботою, був парторгом корпусу. За сумлінну працю нагороджений медаллю «Ветеран праці».
1991-93 рр. — один із лідерів неокомуністичного руху в Харкові (1-й з'їзд робочих України в Харкові) та в Україні (Всеукраїнський Союз Робітників). Брав участь у відновленні забороненої КПУ, де став секретарем обласного комітету в Харкові; очолював Харківський добровільний загін по захисту Будинку Рад у Москві (1993).
З 1991 по 1994 — районний депутат у місті Харків.
1994 висунутий кандидатом в депутати Верховної Ради України. Входив до депутатської фракції «Комуністи України — за соціальну справедливість і народовладдя». Член Комісії ВР України з законодавчого забезпечення свободи слова та засобів масової інформації.
По закінченню повноважень депутата ВР України, пішов на пенсію.
На цей час безпартійний, займається громадською діяльністю — керівник Харківської обласної громадської організації «Діти війни».